# Myzus hemerocallis
Myzus hemerocallis är en insektsart som beskrevs av Takahashi, R. 1921. Myzus hemerocallis ingår i släktet Myzus och familjen långrörsbladlöss. Inga underarter finns listade i Catalogue of Life.